# Sportwagen-Weltmeisterschaft 1957

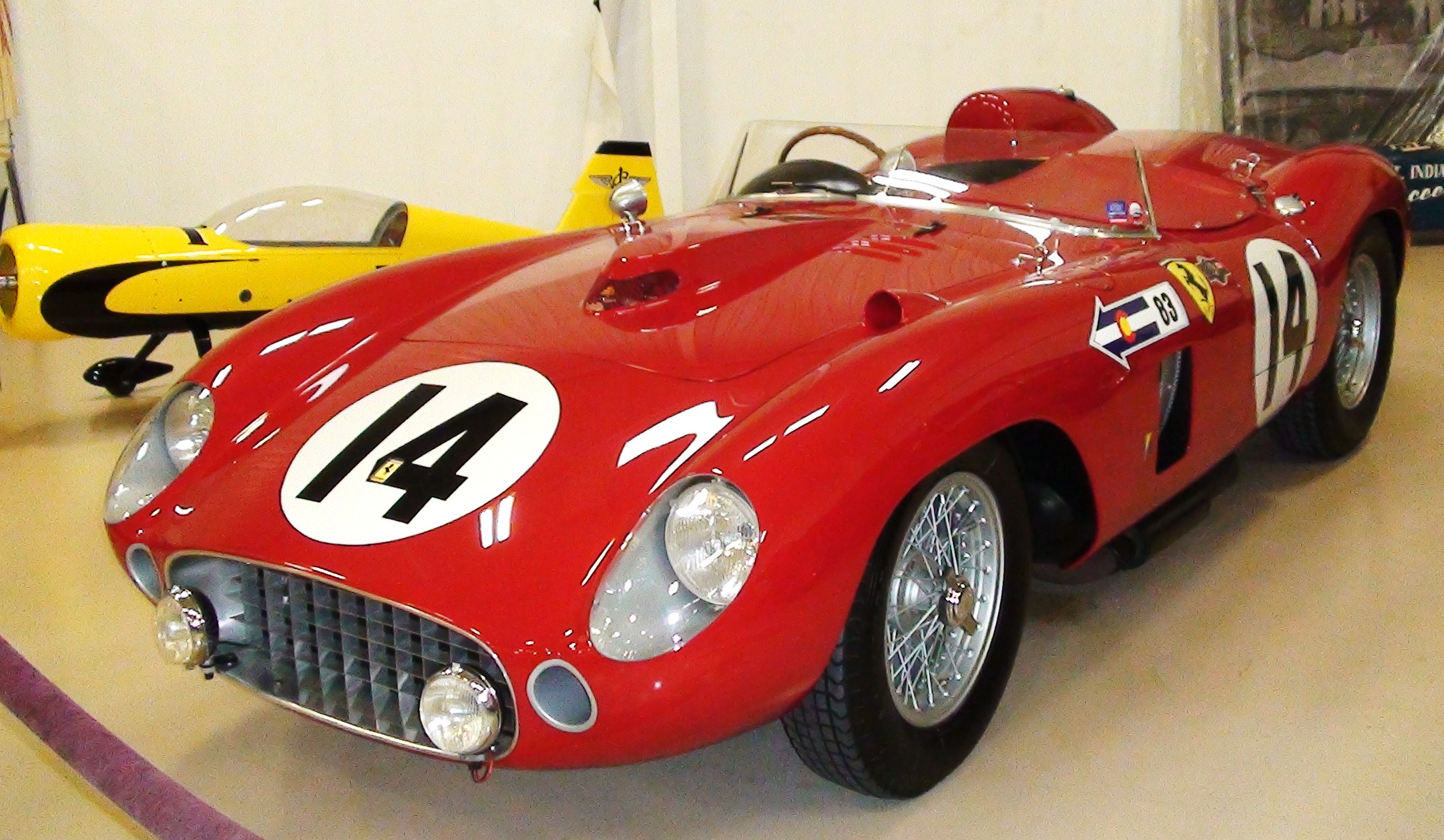
Ferrari 290MM

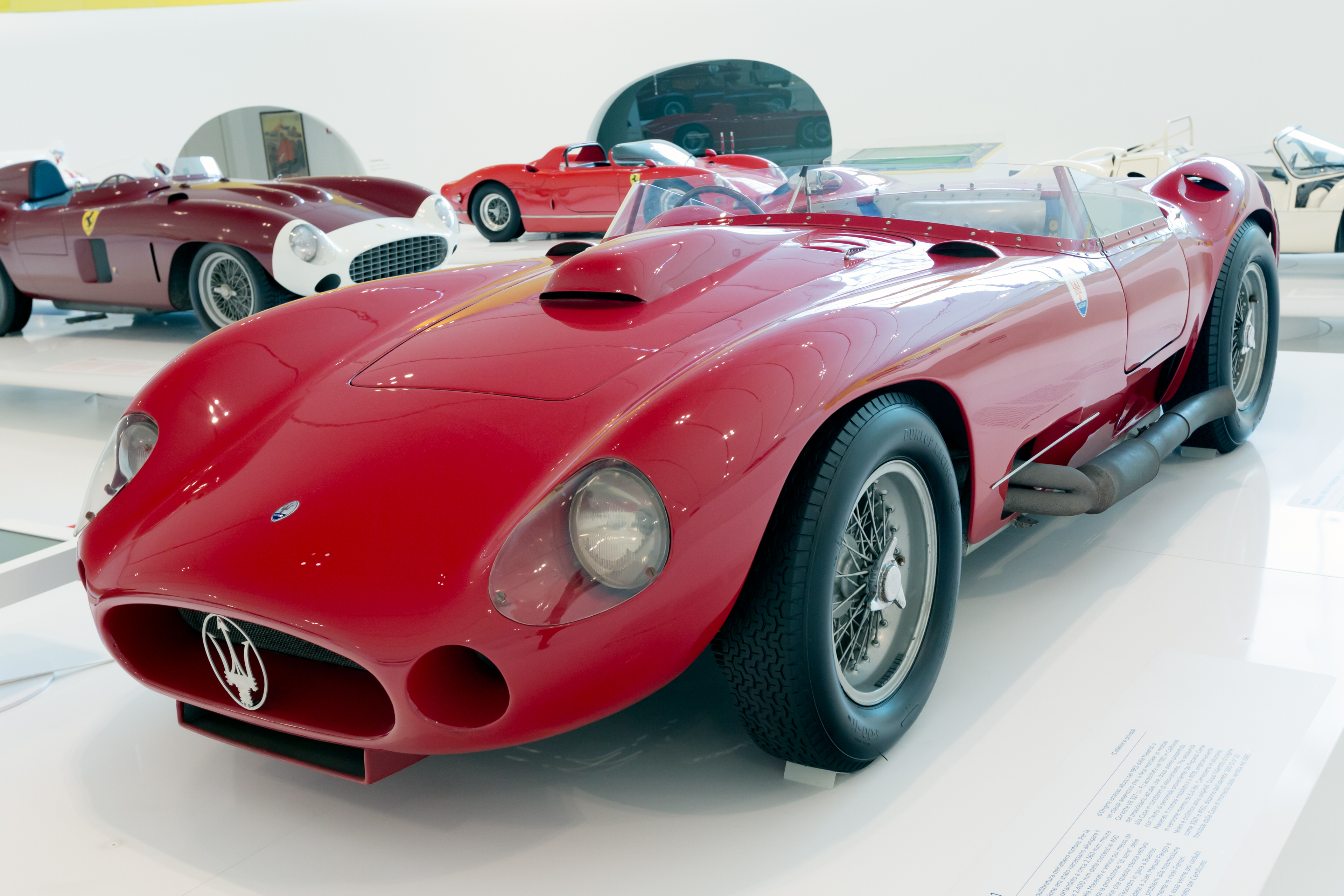
Maserati 450S

Die Sportwagen-Weltmeisterschaft 1957 war die fünfte Saison dieser Meisterschaft. Sie begann am 20. Januar und endete am 3. November 1957.

## Meisterschaft
Knapp zwanzig Kilometer liegen zwischen dem 1914 gegründeten Sportwagenhersteller Maserati und dem 1957 erst zehn Jahre jungen Unternehmen von Enzo Ferrari, den großen Konkurrenten der Weltmeisterschaft 1957. Die Ingenieure beider Rennmannschaften trieben die Entwicklung der Rennfahrzeuge bis an die damals möglichen technologischen Grenzen.
Bei der Scuderia Ferrari kam der schon 1956 erfolgreiche 290MM zum Einsatz. Dazu wurde der 290S und beiden Viernockenwellen-Wunderwagen – 315S und 335S – gefahren. Der 335S war der bis dahin stärkste und schnellste Ferrari-Sportwagen. Der Rennwagen erreichte eine Spitzengeschwindigkeit von 305 km/h. Ein Wert, der erst vom 330P3 zehn Jahre später übertroffen wurde. Der 330P3 war aber ein um 150 kg leichterer Prototyp mit einem 420 PS starken V12-Motor, während das Aggregat im 335S nur 390 PS leistete. Louis Klemantaski – der Fotograf war wie 1957 Beifahrer von Peter Collins bei der Mille Miglia – über die 335S: Ihr Tempo war so viel höher als alles, was ich vorher erlebt hatte. Der Eindruck, wie man noch im zweiten und dritten Gang voranschoss war unvergesslich. Der Druck im Rücken beim Beschleunigen in den Gängen, die Fliehkräfte, die in den Kurven auf mich wirkten wurden bald sehr anstrengend, ganz zu schweigen davon, dass wir vom Fahrwerk ständig durchgerüttelt wurden.
Nicht viel weniger Leistungsstark war der Maserati 450S. Ähnlich den Ferrari-Modellen galt der 450S als schwer zu fahrendes fast brachiales Fahrzeug, das bei ausspielen der vollen Leistung schwer zu bändigen war. Der 400 PS starke Motor sorgte für eine Höchstgeschwindigkeit von ca. 300 km/h. Die Maserati-Teamführung ließ daher nur die erfahrensten Werksfahrer ans Steuer und war bei der Weitergabe der Wagen an Privatteams sehr zögerlich.
Die Rennsaison begann am 20. Januar mit dem 1000-km-Rennen von Buenos Aires. Die erste Auseinandersetzung zwischen den beiden italienischen Sportwagenherstellern endete mit einem Sieg für Ferrari. Masten Gregory, Eugenio Castellotti und Luigi Musso siegten auf einem von der US-amerikanischen Scuderia Temple Buell gemeldeten Ferrari 290 MM Spider Scaglietti vor dem Werks-Maserati 300S von Jean Behra, Carlos Menditéguy und Stirling Moss. Beim 12-Stunden-Rennen von Sebring siegte dann erstmals Maserati und bei der Mille Miglia, die vom tödlichen Unfall Alfonso de Portago seines Beifahrers und neun unbeteiligten Zuschauern überschattet wurde, erneut Ferrari.
Beim 1000-km-Rennen auf dem Nürburgring zeigte sich, dass in der Weltmeisterschaft nicht nur Fahrzeuge von Ferrari und Maserati am Start waren. Tony Brooks und Noël Cunningham-Reid triumphierten in der Gesamtwertung auf einem Werks-Aston Martin DBR1/300. In Le Mans blieb die schottische Ecurie Ecosse erfolgreich und beim Rennen in Schweden erneut Maserati.
Die Entscheidung fiel beim letzten Saisonrennen in Caracas, wo alle Maseratis ausfielen und Peter Collins und Phil Hill das Rennen und die Meisterschaft für Ferrari gewannen.

## Rennkalender
| Nr. | Datum          | Rennname / Rennstrecke                                           | Team                      | Gesamtsieger                                   | Fahrzeug                        | Meisterschaft |
| --- | -------------- | ---------------------------------------------------------------- | ------------------------- | ---------------------------------------------- | ------------------------------- | ------------- |
| 1   | 20. Januar     | 1000-km-Rennen von Buenos Aires (Circuito de la Costanera Norte) | Scuderia Temple Buell     | Masten Gregory Eugenio Castellotti Luigi Musso | Ferrari 290MM Spider Scaglietti | Marken        |
| 2   | 23. März       | 12-Stunden-Rennen von Sebring (Sebring International Raceway)    | Maserati Factory          | Jean Behra Juan Manuel Fangio                  | Maserati 450S                   | Marken        |
| 3   | 11. – 12. Mai  | Mille Miglia (Brescia – Rom – Brescia)                           | Scuderia Ferrari          | Piero Taruffi                                  | Ferrari 315 Sport               | Marken        |
| 4   | 26. Mai        | 1000-km-Rennen auf dem Nürburgring (Nürburgring)                 | David Brown               | Tony Brooks Noël Cunningham-Reid               | Aston Martin DBR1/300           | Marken        |
| 5   | 22. – 23. Juni | 24-Stunden-Rennen von Le Mans (Circuit des 24 Heures)            | Ecurie Ecosse             | Ron Flockhart Ivor Bueb                        | Jaguar D-Type                   | Marken        |
| 6   | 11. August     | 1000-km-Rennen von Kristianstad (Råbelövsbanan)                  | Officine Alfieri Maserati | Jean Behra Stirling Moss                       | Maserati 450S                   | Marken        |
| 7   | 3. November    | 1000-km-Rennen von Caracas (Caracas)                             | Equipo Ferrari            | Peter Collins Phil Hill                        | Ferrari 335 Sport               | Marken        |

## Marken-Weltmeisterschaft für Konstrukteure

### Gesamtwertung
| Position | Konstrukteur | 1 | 2   | 3 | 4   | 5   | 6   | 7   | Gesamt |
| -------- | ------------ | - | --- | - | --- | --- | --- | --- | ------ |
| 1        | Ferrari      | 8 | (3) | 8 | 6   | (2) | (6) | 8   | 30     |
| 2        | Maserati     | 6 | 8   | 3 | (2) |     | 8   | (1) | 25     |
| 3        | Jaguar       | 3 | 4   |   |     | 8   | 2   |     | 17     |
| 4        | Aston Martin |   |     |   | 8   |     |     |     | 8      |
| 5        | Porsche      |   |     | 2 | 3   |     |     | 2   | 7      |
| 6        | O.S.C.A.     | 1 |     |   |     |     |     |     | 1      |